# Lepanthes cyanoptera
Lepanthes cyanoptera är en orkidéart som beskrevs av Heinrich Gustav Reichenbach. Lepanthes cyanoptera ingår i släktet Lepanthes och familjen orkidéer. Inga underarter finns listade i Catalogue of Life.